# ويندي ويست
ويندي ويست (بالإنجليزية: Wendy West)‏ منتجة تلفزيونية وكاتبة أمريكية عملت على دراما شوتايم دكستر ككاتبة ومنتجة وتم ترشيحها مرتين لجائزة إيمي وثلاث مرات لنقابة الكتاب الأمريكية (Writers Guild of America Award) جائزة لعملها في هذه السلسلة وهي متزوجة من الكاتب الأمريكي بيلي هايز الشهير بقصة قطار منتصف الليل.

## روابط خارجية
- ويندي ويست على موقع IMDb (الإنجليزية)
- ويندي ويست على موقع قاعدة بيانات الفيلم (الإنجليزية)